# Hans Magnus Enzensberger
Hans Magnus Enzensberger (Kaufbeuren, 11 de noviembre de 1929-Múnich, 24 de noviembre de 2022) fue un poeta y ensayista alemán, considerado como uno de los representantes más importantes del pensamiento alemán de la posguerra. Figura polifacética, alternó su trabajo como profesor con la literatura, el ensayo, el periodismo y la actividad editorial. Era hermano del escritor Christian Enzensberger.

## Trayectoria
Se crio en una familia burguesa de Núremberg; su padre era un empleado de correos. De joven, militó en Volkssturm y en las Juventudes Hitlerianas, pero fue expulsado. A este respecto, Enzensberger señaló: "No valgo para camarada. No soy capaz de alinearme". Realizó estudios de Germanística, Literatura y Filosofía en las universidades de Erlangen, Friburgo y Hamburgo, entre otras, pero completó su formación en la Sorbona, en París. Se doctoró en 1955 con una tesis sobre la poesía de Clemens Brentano y ejerció la docencia hasta 1957.
Inició su carrera literaria en 1957, con la publicación del libro de poemas die verteidigung der wölfe (Defensa de los lobos), al que siguió otro poemario, landessprache (Lengua del país, 1960). Ha escrito muchos textos sociológicos, políticos, novelas y ensayos controvertidos. En 1963, con 33 años, recibió el Premio Georg Büchner.
Entre 1965 y 1975 fue miembro del llamado Grupo 47, una asociación de escritores de su generación, luego consagrados, que promovía la revitalización de la lengua y la literatura alemanas y la difusión de una nueva cultura alemana cosmopolita y democrática, tras el trágico paréntesis del periodo nazi y de la II Guerra Mundial; este Grupo 47 se reunía dos veces al año para leerse fragmentos inéditos y enfrentarse así a la crítica pública.
Las múltiples inquietudes de Enzensberger le han llevado también a fundar y dirigir revistas y sellos editoriales: Kursbuch (1965), Trasatlantic o la colección literaria Die Andere Bibliothek (La otra biblioteca). Asimismo, trabajó como redactor en Radio Essay de Stuttgart. Desde 1985 dirigía una colección literaria.
Enzensberger vivió en Noruega (de donde era su primera mujer), Italia, Estados Unidos, México y Cuba. Residió sus últimos años en Múnich, donde falleció el 24 de noviembre de 2022 a los 93 años.

## Enzensberger y la cultura española
El interés por la cultura española ha sido una constante en la trayectoria personal y profesional de Enzensberger, lo que, unido a su dominio del idioma español, le ha llevado a divulgar la obra de escritores de habla castellana, incluso a través de la traducción de poetas como César Vallejo y Rafael Alberti. Su novela biográfica Buenaventura Durrutis Leben und Tod (El corto verano de la anarquía. Vida y muerte de Buenaventura Durruti, 1972) refleja su conocimiento de la temática española, en particular de la Guerra Civil, acreditado en los numerosos artículos suyos que han sido traducidos y publicados en diversos medios de comunicación españoles.
Tras su primer viaje a España en 1955, acudía regularmente y era conferenciante habitual en cursos y seminarios de las más prestigiosas instituciones. Casi toda su obra está traducida al castellano, publicada por la editorial Anagrama. En el año 2002 fue galardonado con la Medalla de Oro del Círculo de Bellas Artes y el Premio Príncipe de Asturias de Comunicación y Humanidades. En 2009 recibió del Consejo de Ministros de España la Orden de las Artes y las Letras.

## Obra
Ensayo
- Brentanos Poetik, 1961
- Einzelheiten, 1962. Tr.: Detalles
- Politik und Verbrechen, 1964. Tr.: Política y delito
- Deutschland, Deutschland unter anderm. Äußerungen zur Politik, 1967
- Staatsgefährdende Umtriebe, discurso para el Premio de Literatura, Núremberg, 1968
- Palaver. Politische Überlegungen 1967–1973, 1974
- Contribución a la crítica de la ecología política, 1976. Universidad Autónoma de Puebla, México
- Politische Brosamen, 1982. Tr.: Migajas políticas
- Ach, Europa! Wahrnehmungen aus sieben Ländern, 1987. Tr.: ¡Europa, Europa!
- Mittelmaß und Wahn. Gesammelte Zerstreuungen, 1988
- Die Große Wanderung, 1992. Tr.: La gran migración. Treinta y tres acotaciones
- Aussichten auf den Bürgerkrieg, 1993. Tr.: Perspectivas de guerra civil
- Zickzack, 1997. Tr.: Zigzag
- Nomaden im Regal. Essays, 2003
- Lyrik nervt! Erste Hilfe für gestresste Leser, 2004 (seudónimo, Andreas Thalmayr)
- Heraus mit der Sprache. Ein bisschen Deutsch für Deutsche, Österreicher, Schweizer und andere Aus- und Inländer, 2005 (seudónimo, Andreas Thalmayr)
- Schreckens Männer. Versuch über den radikalen Verlierer, 2006. Tr.: El Perdedor Radical: ensayo sobre los hombres del terror
- Im Irrgarten der Intelligenz. Ein Idiotenführer, 2006. Tr.: En el laberinto de la inteligencia: guía para idiotas
- Heraus mit der Sprache. Ein bißchen Deutsch für Deutsche, Österreicher, Schweizer und andere Aus- und Inländer, 2008
- Fortuna und Kalkül. Zwei mathematische Belustigungen, 2009
- Sanftes Monster Brüssel oder Die Entmündigung Europas. Suhrkamp, 2011, ISBN 978-3-518-06172-5.

Prosa
- Das Verhör von Habana, 1970. Tr.: Los tratados de La Habana
- Der kurze Sommer der Anarchie. Buenaventura Durrutis Leben und Tod, 1972. Tr.: El corto verano de la anarquía. Vida y muerte de Buenaventura Durruti
- Der Weg ins Freie. Fünf Lebensläufe, 1975
- Heiss & Kalt, 1987 (seudónimo, Elisabeth Ambras)
- Josefine und ich. Eine Erzählung, 2006. Tr.: Josefine y yo
- Schauderhafte Wunderkinder, 2006 (seudónimo, Linda Quilt)
- Hammerstein oder Der Eigensinn, 2008. Tr.: Hammerstein o el tesón

Poesía
- verteidigung der wölfe, 1957. Tr.: Defensa de los lobos
- landessprache, 1960. Tr.: Lengua del país
- Gedichte. Die Entstehung eines Gedichts, 1962. Tr.: Poesías para los que no leen poesía
- blindenschrift, 1964
- Mausoleum. 37 Balladen aus der Geschichte des Fortschritts, 1975. Tr.: Mausoleo
- Der Untergang der Titanic. Eine Komödie, 1978. Tr.: El hundimiento del Titanic
- Die Furie des Verschwindens. Gedichte, 1980
- Zukunftsmusik, 1991. Tr.: Música pura
- Kiosk. Neue Gedichte, 1995
- Leichter als Luft. Moralische Gedichte, 1999. Tr.: Más ligero que el aire: poesías morales
- Die Geschichte der Wolken. 99 Meditationen, 2003. Tr.: Historia de las nubes
- Rebus, 2009.

Teatro
- Diderot und das dunkle Ei. Ein Interview, 1990. Tr.: Diderotiana
- Die Tochter der Luft, 1992
- Voltaires Neffe. Eine Fälschung in Diderots Manier, 1996. Tr.: El filántropo

Infantiles y juveniles
- Zupp, con Gisela Andersch, 1958
- Der Zahlenteufel. Ein Kopfkissenbuch für alle, die Angst vor der Mathematik haben, 1997 ilustrado por Rotraut Susanne Berner. Tr.: El diablo de los números
- Wo warst du, Robert?, 1998. Tr.: ¿Dónde has estado, Robert?
- Bibs, 2009 ilustrado por Rotraut Susanne Berner. Tr. Bibs

Otros escritos
- Las aporías de la vanguardia
- Elementos para una teoría de los medios de comunicación
- Los elixires de la ciencia (recopilación de ensayos y poesías, algunos inéditos)
- Conversaciones con Marx y Engels, antología

## Premios
- 1956 - Hugo Jacobi.
- 1963 - Georg Büchner.
- 1985 - Heinrich Böll.
- 1993 - Erich Maria Remarque.
- 1998 - Heinrich Heine.
- 1998 - Pasolini.
- 2002 - Ludwig Börne.
- 2002 - Premio Príncipe de Asturias de Comunicación y Humanidades.
- 2010 - Premio Sonning